# Ligidium beieri
Ligidium beieri is een pissebed uit de familie Ligiidae. De wetenschappelijke naam van de soort is voor het eerst geldig gepubliceerd in 1928 door Strouhal.